# Престиж (танкер)
MV Prestige — нафтовий танкер, який належав грецькій компанії, розташованій у Афінах і діяв під багамським зручним прапором. 19 листопада 2002 року танкер затонув біля узбережжя Галісії, Іспанія, спричинивши масштабну екологічну катастрофу, забруднивши тисячі кілометрів узбережжя 50 000 тоннами нафти.

## Проектування та будівництво
Prestige був однокорпусним нафтовим танкером з загальною довжиною 243 метри (797 фут), шириною 34,4 метра (113 фут), глибиною корпусу 18,7 метра (61 фут) і осадкою 14 метрів (46 фут). Його GT становила 42 820 GT, а загальна вантажопідйомність — 81,589 tonnes дедвейт (DWT).
Судно було спущене на воду 10 грудня 1975 року і завершене 30 березня 1976 року компанією Hitachi Shipbuilding and Engineering Co. у Майдзуру, Кіото, Японія. На момент затоплення судно належало Mare Shipping і було зареєстроване на Багамах.

## Зовнішні посилання
- Prestige на сайті Міністерства моря (Хунта Галісії)
- The Prestige: one year on, a continuing disaster — звіт Світового фонду природи
- Prestige Ship Structure Case Study

42°53′ пн. ш. 9°53′ зх. д. / 42.883° пн. ш. 9.883° зх. д.